# Джон Іттон ле Конте
Джон Іттон ле Конте (англ. John Eatton Le Conte, 1784–1860) — американський натураліст, ентомолог і ботанік.
Його батьком був Джон Іттон Ле Конте старший (1739–1822). Його сином був ентомолог Джон Лоренс Ле Конт (1825–1883). Його братом був лікар, натураліст і дизайнер садів Луї Ле Конт (1782–1838).

## Біографія
Він народився поблизу Шрусбері, штат Нью-Джерсі, в сім'ї Джона Ітона Ле Конта та Джейн Слоан Ле Конте. Він закінчив Колумбійський коледж, де виявив інтерес до науки, і йому викладав природничу історію Девід Хосак, засновник Ботанічного саду Елгіна.
Старший брат Джона Ле Конта Луї успадкував сімейну плантацію Вудманстон поблизу Мідуея в Джорджії. Хоча Джон Ле Конте зазвичай жив у Нью-Йорку чи Новій Англії, він проводив зиму у Вудменстоні.
У квітні 1818 року Ле Конте був призначений капітаном Корпусу топографічних інженерів армії США. Його перші завдання включали дослідження околиць Норфолка, штат Вірджинія, гавані в Савані, штат Джорджія, і затоки Оссабав, штат Джорджія. У квітні 1828 року Леконт отримав звання майора, а в серпні 1831 року пішов у відставку.
Його першою публікацією (1811) був латинський текстовий каталог рослин, знайдених на острові Манхеттен. Ранні наміри опублікувати американську флору були частково випереджені, коли Стівен Елліотт почав «Нарис ботаніки Південної Кароліни та Джорджії». Потім він опублікував низку робіт, кожна з яких присвячена окремому роду рослин. У деяких він критично ставився до роботи Елліотта, хоча ділився з Елліоттом своїми нотатками про Utricularia. Після смерті Елліотта Ле Конт публікував лише окремі статті про рослини.
Головним інтересом Ле Конта була зоологія, і він написав у співавторстві з Жаном Батистом Буасдувалем книгу про комах Histoire général et iconographie des lepidoptérès et des chenilles de l'Amerique septentrionale (тобто «Загальна історія та ілюстрації лускокрилих і гусениць Північна Америка»), яка була опублікована в Парижі. Багато ілюстрацій до цього твору зробив Джон Еббот.
Він також писав про жаб, ропух, дрібних ссавців, рептилій і ракоподібних. Кольорові малюнки північноамериканських черепах Ле Конта призвели до того, що його назвали Одюбоном із черепах. Він описав і назвав двадцять два види і підвиди черепах і черепах на південному сході Сполучених Штатів.
Джон Іттон Ле Конт був членом Ліннеївського товариства в Лондоні та працював віце-президентом Ліцею природної історії в Нью-Йорку. Коли він переїхав до Філадельфії після 1841 року, його обрали віце-президентом Академії природничих наук. У 1851 році він був обраний членом Американського філософського товариства.
Джон Іттон Ле Конт одружився з Мері Енн Хемптон Лоуренс 22 липня 1821 року в Нью-Йорку. Їхній син Джон Лоуренс Ле Конте, який став одним із найвидатніших ранніх ентомологів США, народився 13 травня 1825 року в Нью-Йорку. Мері Ле Конт померла 19 листопада 1825 року під час подорожі до Джорджії з Нью-Йорка. Джон Іттон Ле Конте помер 21 листопада 1860 року.